# Leon Benbow
Leon Benbow (Columbia, Carolina del Sur, 23 de julio de 1950) es un exjugador de baloncesto estadounidense que disputó dos temporadas en la NBA. Con 1,93 metros de altura, lo hacía en la posición de escolta.

## Trayectoria deportiva

### Universidad
Jugó durante cuatro temporadas con los Dolphins de la Universidad de Jacksonville, en las que promedió 17,0 puntos, 5,0 rebotes y 3,2 asistencias por partido.

### Profesional
Fue elegido en la vigésimo séptima posición del Draft de la NBA de 1974 por Chicago Bulls, y también por los San Diego Conquistadors en la séptima ronda del Draft de la ABA, eligiendo la primera opción. En su primera temporada en el equipo fue el jugador menos utilizado por su entrenador, Dick Motta, jugando tan solo en 39 partidos en los que promedió 2,2 puntos y 1,0 rebotes por partido.
Al año siguiente, en la temporada 1975-76 tuvo un mayor protagonismo, llegando a jugar más de 20 minutos por partido, y sus promedios mejoraron hasta los 7,1 puntos y 2,3 rebotes por partido. A pesar de su mejoría, en el mes de octubre de 1976 fue despedido por los Bulls, retirándose definitivamente de la práctica del baloncesto.

## Estadísticas de su carrera en la NBA

### Temporada regular
| Temp.   | Edad | Equipo  | Liga | P   | TIT | MIN  | TC  | TCA | %TC  | 3P | 3PA | %3P | TL  | TLA | %TL  | R.OF. | R.DEF. | REB | ASIS | ROB | TAP | PER | FP  | PTS |
| 1974-75 | 24   | Chicago | NBA  | 39  |     | 6.5  | 0.9 | 2.4 | .372 |    |     |     | 0.4 | 0.5 | .833 | 0.4   | 0.6    | 1.0 | 0.6  | 0.3 | 0.2 |     | 1.1 | 2.2 |
| 1975-76 | 25   | Chicago | NBA  | 76  |     | 20.9 | 2.9 | 7.3 | .397 |    |     |     | 1.4 | 1.8 | .750 | 0.9   | 1.5    | 2.3 | 2.1  | 0.8 | 0.1 |     | 2.4 | 7.1 |
| Total   |      |         | NBA  | 115 |     | 16.0 | 2.2 | 5.6 | .394 |    |     |     | 1.0 | 1.4 | .759 | 0.7   | 1.2    | 1.9 | 1.6  | 0.6 | 0.1 |     | 2.0 | 5.5 |

### Playoffs
| Temp.   | Edad | Equipo  | Liga | P | MIN | TCA | TC | 3PA | 3P | TLA | TL | R.OF. | REB | ASIS | ROB | TAP | PER | FP | PTS | %TC  | %3P | %FT  | MIN | PTS | REB | AST |
| 1974-75 | 24   | Chicago | NBA  | 2 | 5   | 2   | 4  |     |    | 1   | 2  | 1     | 1   | 2    | 0   | 0   |     | 0  | 5   | .500 |     | .500 | 2.5 | 2.5 | 0.5 | 1.0 |
| Total   |      |         | NBA  | 2 | 5   | 2   | 4  |     |    | 1   | 2  | 1     | 1   | 2    | 0   | 0   |     | 0  | 5   | .500 |     | .500 | 2.5 | 2.5 | 0.5 | 1.0 |